# Adams Äpfel
Der dänische Film Adams Äpfel ist eine schwarze Komödie des dänischen Regisseurs und Drehbuchautors Anders Thomas Jensen aus dem Jahr 2005.

## Handlung

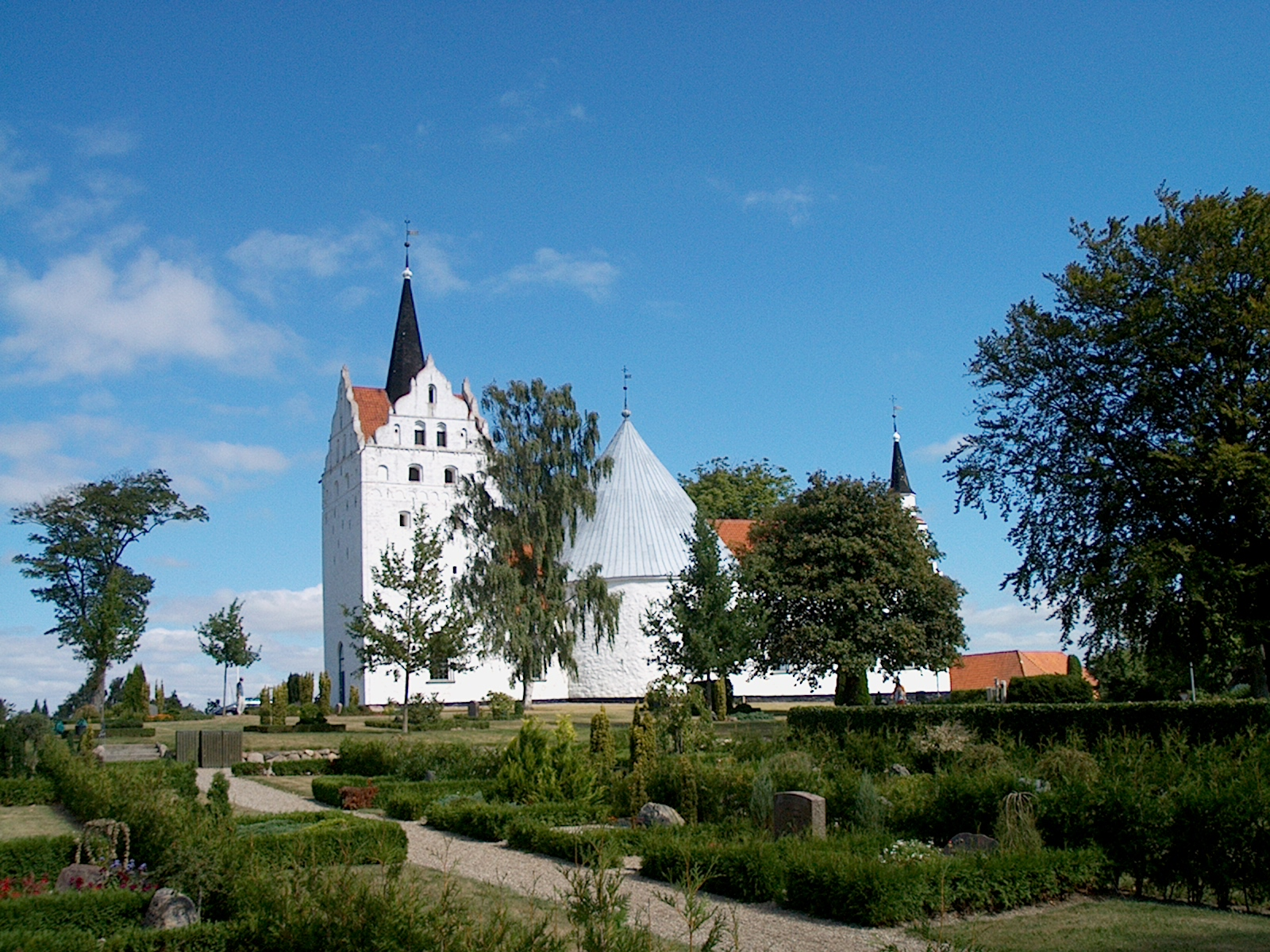
Drehort: Horne Kirke bei Faaborg, Dänemark

Ivan ist ein Pfarrer, der mit unbedingter Güte und grenzenlosem Optimismus versucht, Straftäter auf Bewährung zu resozialisieren. Zu dem kleptomanischen Straftäter und Alkoholiker Gunnar und dem arabischen Tankstellenräuber Khalid gesellt sich der aggressive Neonazi-Anführer Adam. Auf die Frage des Pfarrers, welche Aufgabe er im Zuge seiner Resozialisierung erfüllen wolle, antwortet Adam voller Sarkasmus, einen Apfelkuchen backen zu wollen. 
Der Pfarrer nimmt Adam beim Wort und trägt ihm auf, den Apfelbaum vor der Kirche zu pflegen, um mit den Äpfeln später den Kuchen zu backen. Adam beginnt widerwillig mit seiner Aufgabe. Der Apfelbaum wird jedoch zunächst von Krähen in Beschlag genommen, dann von Würmern befallen und brennt schließlich nach einem Blitzschlag ab. Nur ein paar Äpfel bleiben übrig.
Der Misanthrop Adam fühlt sich durch den grenzenlosen Optimismus und die extreme Vergebungsbereitschaft Ivans herausgefordert und setzt alles daran, den Glauben des Pfarrers zu brechen. Durch Nachforschungen findet er heraus, dass Ivans Leben selbst hochproblematisch ist. Er wurde als Kind vergewaltigt, hat einen behinderten Sohn, seine Frau brachte sich um und er selbst leidet an einem Gehirntumor. Ivan leugnet diese Schicksalsschläge, die er jeweils als Versuchungen des Teufels ansieht, denen er mit Gottes Hilfe standhalten muss. Adam nutzt die innere Zerrissenheit Ivans aus und konfrontiert den Pfarrer unter Verweis auf das Buch Iob mit seiner Überzeugung, dass nicht der Teufel ihn prüfe, sondern Gott, der ihn hasse und bestrafe. 
Der Pfarrer verliert daraufhin seinen unbedingten Glauben an das Gute und zieht sich mit Todeswünschen von den anderen zurück. Adam ist zunächst zufrieden und stolz auf seine psychologische Bezwingung Ivans. Als dann aber Khalid und Gunnar beginnen, ihre kriminellen Tendenzen unbeherrscht auszuleben, erkennt er den positiven Einfluss, den der Pfarrer hatte, und überdenkt seine aggressive Einstellung. Bei einer Konfrontation mit Adams Skinheads bekommt Ivan aus Versehen eine Kugel in den Kopf. Aus dem letzten verbliebenen Apfel backt Adam daraufhin einen Apfelkuchen für Ivan. 
Es stellt sich heraus, dass der Kopfschuss Ivan nicht getötet, sondern vielmehr die Kugel den Tumor zerstört hat, so dass Ivan geheilt ist. In der Schlusssequenz begrüßen Ivan und Adam zwei neue Straftäter in der Pfarrei, Ivan fand wieder zurück zu Gott, Adam arbeitet inzwischen als Ivans rechte Hand.

## Kritik
„Mit seiner dritten Eigenregie nach „Flickering Lights“ und „Dänische Delikatessen“ legt Drehbuch-Maniac Anders Thomas Jensen sein bisheriges Meisterstück vor. Sogar im direkten Vergleich mit Jensen-Schöpfungen wie „In China essen sie Hunde“ ist „Adams Äpfel“ gewagt gegen den Strich gebürstet, makaber bis an die Schmerzgrenze, saukomisch und zugleich von großer Intelligenz und unerwarteter Warmherzigkeit. Nicht eine Sekunde ist bei diesem Film der Wurm drin. Fazit: Eine bodenlose Unverschämtheit – und eine Offenbarung! Diese Komödie ist schwärzer als schwarz. Und lustiger, als man es für möglich halten möchte.“

„Der dänische Regisseur Anders Thomas Jensen erzählt in seiner schwarzen Komödie ‚Adams Äpfel‘ von einem bizarren Glaubenskrieg: mit Verve, Witz und naturgewaltiger Vehemenz. […] Mit viel Ironie beschäftigt sich der Film mit Menschen, die keinen Scherz kennen - und gerade deshalb überaus komisch sind.“

„Die metaphysische Komödie erzählt mit biblischen Motiven und manchmal grenzwertigem schwarzem Humor eine psychologisch dichte Erlösungsparabel.“

„Mit biblischen Verweisen spielende Fabel voller absurder Überraschungen, realistisch und märchenhaft, heiter und düster zugleich. Die stilistisch eindrucksvolle Reflexion der Theodizeefrage irritiert ebenso wie sie nachhaltig zum Nachdenken anregt, weil sie eindimensionale Weltbilder hinterfragt und für Vielfalt und Menschlichkeit gegen alle Widerstände und Vorurteile plädiert.“

## Auszeichnungen und Nominierungen
- Brussels International Fantastic Film Festival, jeweils Kategorie bester Film:
  - Golden Raven
  - Grand Prize of European Fantasy Film in Silver
  - Zuschauerpreis Pegasus Audience Award
- Europäischer Filmpreis 2005: Nominierung in der Kategorie Bestes Drehbuch
- Europäischer Filmpreis 2006: Nominierung für den Jameson-Publikumspreis – Bester Film
- Neuchâtel International Fantastic Film Festival: Publikumspreis 2006
- Fantasporto 2005: Bester Film, Bester Hauptdarsteller, Bestes Drehbuch
- Puchon International Fantastic Film Festival 2006: Bester Hauptdarsteller
- São Paulo International Film Festival 2005: Bester fremdsprachiger Film
- Internationales Filmfestival Warschau 2005: Publikumspreis
- Wisconsin Film Festival 2006: Publikumspreis
- Robert 2005: Bester Film, Bestes Drehbuch, Beste Spezialeffekte/Beleuchtung 2005, nominiert in vier weiteren Kategorien
- Bodil 2005: nominiert in den Kategorien Bester Film und Bester Nebendarsteller

## Hintergrund
- In Dänemark startete der Film am 15. April 2005. Der deutsche Kinostart war der 31. August 2006.
- Drehort war die Horne Kirke auf Fünen.
- Das Lied, das während der Autofahrten von Kassette läuft, ist How Deep Is Your Love (Original: Bee Gees) in der Version von Take That.